# Катарогъс (окръг, Ню Йорк)
Окръг Катарогъс (на английски: Cattaraugus County) е окръг в щата Ню Йорк, Съединени американски щати. Площта му е 3393 km², а населението - 77 348 души (2017). Административен център е град Литъл Вали.